# Almancil
Almancil (o Almansil) és una freguesia portuguesa del municipi de Loulé, amb 62,30 km² d'àrea, i 10.677 habitants (al cens del 2011); en té una densitat de població de 171,4 hab/km² i la seua seu és la vila homònima d'Almancil.
| Població de la freguesia d'Almancil | Població de la freguesia d'Almancil | Població de la freguesia d'Almancil | Població de la freguesia d'Almancil | Població de la freguesia d'Almancil | Població de la freguesia d'Almancil | Població de la freguesia d'Almancil | Població de la freguesia d'Almancil | Població de la freguesia d'Almancil | Població de la freguesia d'Almancil | Població de la freguesia d'Almancil | Població de la freguesia d'Almancil | Població de la freguesia d'Almancil | Població de la freguesia d'Almancil | Població de la freguesia d'Almancil |
| ----------------------------------- | ----------------------------------- | ----------------------------------- | ----------------------------------- | ----------------------------------- | ----------------------------------- | ----------------------------------- | ----------------------------------- | ----------------------------------- | ----------------------------------- | ----------------------------------- | ----------------------------------- | ----------------------------------- | ----------------------------------- | ----------------------------------- |
| 1864                                | 1878                                | 1890                                | 1900                                | 1911                                | 1920                                | 1930                                | 1940                                | 1950                                | 1960                                | 1970                                | 1981                                | 1991                                | 2001                                | 2011                                |
| 1 846                               | 2 279                               | 2 968                               | 3 257                               | 3 705                               | 3 785                               | 3 598                               | 4 521                               | 4 618                               | 3 803                               | 3 799                               | 5 560                               | 6 012                               | 8 799                               | 10 677                              |

Segons molts autors, el terme "Almansil" és incorrecte, i defensen la forma Almancil, amb c, perquè tindria origen en el terme àrab "Almançal" ('hostal'). Hi ha qui defensa, però, que el nom prové de la paraula, també àrab, "Almansil" ('curs d'aigua').
Situada a la riba costera del municipi de Loulé, Almancil n'és freguesia des del 1836. Amb el creixement d'aquesta localitat en les primeres dècades del segle xix, s'eliminà la freguesia de Sâo João da Venda i el seu territori restà dividit entre els municipis de Faro i Loulé. Es crea llavors la freguesia de S. João Batista de Almancil a partir de part del territori de Sâo João da Venda i de part del territori de la freguesia de Sâo Clemente.
De la dècada de 1970 ençà, a causa del turisme dirigit a l'Algarve, aquesta freguesia comença a créixer en població. És per això que el 18 de desembre del 1987, la localitat d'Almancil, seu de la freguesia, és elevada a la categoria de vila.
L'ocupació del territori que hui constitueix la freguesia d'Almancil remunta al Paleolític; s'hi han replegat algunes restes arqueològiques datades d'aquesta època. Els més importants vestigis arqueològics identificats, però, daten del període romà, com ara a Sâo João da Venda, Ludo i Quinta do Lago, aquesta darrera amb ocupació també del període islàmic. 
Al segle XVI Alexandre Massai, al servei de la corona portuguesa, realitza l'aixecament de les fortaleses costeres de l'Algarve i és a partir d'aquest document que es coneix la planta del fort de Farrobilhas, antiga fortificació a la freguesia d'Almancil, de la qual hui no resten vestigis, destruïts a causa de l'avanç de la línia costera. Alguns documents de l'Orde de Santiago, a mitjan segle XVII, esmenten l'existència de l'Ermita de Nossa Senhora de Farrobilhas, a hores d'ara destruïda. 
Al segle xviii es reconstrueix l'Ermita de Sâo Lourenço, llavors en ruïnes, en compliment d'una promesa feta per la població i amb l'ajut d'almoines dels fidels. El temple gairebé no va sofrir amb el terratrèmol del 1755. És una església notable sobretot pel revestiment de taulells, que retrata la vida del sant en vuit panells figuratius que recobreixen les parets. La cúpula, totalment folrada de taulells de Policarpo de Oliveira Bernardes, és única a Portugal. L'edifici fou declarat Immoble d'Interés Públic al 1946. 

## Paisatge natural
La part occidental del Parc Natural de la Ria Formosa, d'alt valor botànic i hàbitat natural de rares espècies ornitològiques, es troba en aquest indret. La zona costera, amb prop de 12 km, on hi ha les famoses platges d'Ancão, Quinta do Lago, Garrão i Vale do Lobo, és també una de les atraccions d'aquesta freguesia.

## Patrimoni
- Església de Sâo Lourenço de Almancil[5]
- Ermita de Sâo João da Venda